# شيميلي، ألييه
 شيميلي (بالفرنسية: [ʃəmiji])‏ هي بلدية تقع في مقاطعة أليي في وسط فرنسا.  